# SITA
SITA (acrónimo de Société Internationale de Télécommunications Aéronautiques) es una empresa internacional de telecomunicaciones que provee servicios tecnológicos a empresas de la industria aeronáutica.

logo

SITA se fundó en febrero de 1949 como una cooperativa de 11 líneas aéreas, conectando diferentes aeropuertos. Fueron los primeros en gestionar tráfico en tiempo real en una red conmutada.
Actualmente, SITA SC sigue siendo una cooperativa y tiene 400 miembros.